# Euhesma wiluna
Euhesma wiluna là một loài Hymenoptera trong họ Colletidae. Loài này được Exley mô tả khoa học năm 1998.